# Боген-Богати, Эрна
Эрна Боген-Богати (венг. Bogen-Bogáti Erna; 31 декабря 1906 — 23 ноября 2002) — венгерская фехтовальщица, призёр Олимпийских игр.

## Биография
Эрна Боген родилась в 1906 году в Ярославе (сегодня — на территории Польши). Её отец Альберт Боген был офицером австро-венгерской армии, в 1912 году участвовал в Олимпийских играх в Стокгольме, где в составе сборной Австрии завоевал серебряную медаль в командном первенстве на саблях. После Первой мировой войны и распада Австро-Венгрии семья приняла венгерское гражданство и венгерскую фамилию «Богати».
В 1928 году Эрна приняла участие в Олимпийских играх в Антверпене, но не сумела завоевать медалей. В 1931 году на европейском первенстве она стала обладательницей серебряной медали в фехтовании на рапирах. В 1932 году на Олимпийских играх в Лос-Анджелесе Эрна Боген-Богати завоевала бронзовую медаль. В 1933 году она завоевала золотые и серебряные медали европейского первенства, в 1934 и 1935 — золотые медали европейских первенств. В 1936 году на Олимпийских играх в Берлине она не сумела завоевать медалей, но зато стала серебряной призёркой европейского первенства. В 1937 году состоялся первый официальный чемпионат мира по фехтованию, одновременно предыдущие европейские первенства также были признаны чемпионатами мира; на этом первом официальном чемпионате мира Эрна Боген-Богати сумела завоевать золотую медаль.
В 1938 году Эрна вышла замуж за прославленного венгерского фехтовальщика Аладара Геревича. В 1948 году у них родился сын Пал, который впоследствии также стал призёром Олимпийских игр.